# Бобови бургери
Бобови бургери (енгл. Bob's Burgers) је америчка анимирана комедија ситуације чији је творац Лорен Бучард за ТВ мрежу Fox Broadcasting Company. Серија се фокусира на породицу Блечер — родитеље Боба и Линду и њихову децу Тину, Џинија и Луиз — који воде ресторан хамбургера. Серију је осмислио Бучард након што је развио серију Кућни филмови. Серију Бобови бургери продуцирају Bento Box Entertainment и 20th Television.
Ко-творац серије Бобови бургери је такође дизајнер ликова серије Санџеј и Крег са ТВ канала Nickelodeon.
Иако су критике за прву сезону биле помешане, повратне информације за наредне сезоне биле су много позитивније. Премијера серије, „Људско месо”, прибукло је 9.39 милиона гледалаца, чинећи је нагледанијом премијером сезоне и завршивши девета по рејтинзима те недеље које се емитовала. Репризе су се почеле емитовати на касноноћном блоку ТВ канала Cartoon Network, Adult Swim, 23. јуна 2013. и на његовом сестринсом каналу TBS 2016. и почела се емитовати у синдикацији на локалним станицама у сеотембру 2015.